# Gogol
Gogol – nieoficjalny przysiółek wsi Zacharzowice w Polsce położony w województwie śląskim, w powiecie gliwickim, w gminie Wielowieś.

## Położenie
Przysiółek jest położony na wschód od drogi wojewódzkiej 901, na północ od skrzyżowania drogi wojewódzkiej 901 z drogą Zacharzowice-Kopienice.